# Vulpes riffautae
Vulpes riffautae là một loài đã tuyệt chủng trong chi cáo từ thế Miocene muộn ở Chad khoảng 7 Ma. Hóa thạch của V. riffautae có thể là bằng chứng lâu đời nhất của họ chó, trong Cựu Thế Giới. Kích thước của V. riffautae nằm trung gian giữa cáo Rüppell (Vulpes rueppellii) và cáo fennec (Vulpes zerda).